# Philodromus johani
Philodromus johani es una especie de araña cangrejo del género Philodromus, familia Philodromidae. Fue descrita científicamente por Muster en 2009.

## Distribución
Esta especie se encuentra en Grecia.